# Fifty-Six
La ville américaine de Fifty-Six est située dans le comté de Stone, dans l'Arkansas. Lors du recensement de 2010, sa population s’élevait à 173 habitants.

## Origine du nom
Quand la localité est fondée, en 1918, les habitants proposent le nom de Newcomb. Mais la ville prendra le numéro du district de son école (56).

## Démographie
| 1980 | 1990 | 2000 | 2010 | - | - |
| ---- | ---- | ---- | ---- | - | - |
| 157  | 156  | 163  | 173  | - | - |

## Source
- (en) Cet article est partiellement ou en totalité issu de l’article de Wikipédia en anglais intitulé « Fifty-Six, Arkansas » (voir la liste des auteurs).